# Karl Rath (Politiker)
Karl August Rath (* 4. April 1833 in Metzingen; † 5. Januar 1903 in Ennabeuren) war ein württembergischer Politiker.

## Beruf
Karl Rath besuchte die Realschule in Metzingen, danach die Ackerbauschule in Hohenheim. Er war Landwirt und Gastwirt (zum Rößle) in Ennabeuren, später Gutsbesitzer in Breithülen, das damals zur Gemeinde Ennabeuren gehörte.
Rath war von 1862 bis 1890 Mitglied des Gemeinderats in Ennabeuren, von 1890 bis 1894 Gemeindepfleger. Ab 1894 war er Schultheiß von Ennabeuren und in dieser Funktion auch Mitglied der Amtsversammlung (dem heutigen Kreistag vergleichbar) des Oberamts Münsingen.

## Politik
Im Wahlbezirk Münsingen wurde Karl Rath 1882 in den württembergischen Landtag gewählt, er übte dieses Mandat bis zu seinem Tod 1903 aus.